# Kecamatan Kalianget
Kecamatan Kalianget är ett distrikt i Indonesien.   Det ligger i provinsen Jawa Timur, i den västra delen av landet, 800 km öster om huvudstaden Jakarta. Kecamatan Kalianget ligger på ön Madura.